# Province de Corte
La province de Corte est une ancienne division territoriale de la Corse, créée en 1570 par l'administration génoise et remplacée le 15 janvier 1790 sous l'administration française par le district de Corte. Son chef-lieu était Corte.

## Géographie
La province de Corte comprend la partie centrale du Deçà des Monts. Seule province sans façade littorale de l'île, elle est bornée par de hautes montagnes au nord, à l'ouest et au sud. Elle est irriguée au nord par le Golo, au centre par le Tavignano et au sud par le Fiumorbo.
La province de Corte avait pour provinces limitrophes celles d'Aléria à l'est, de Bastia au nord, Calvi au nord-ouest, de Vico à l'ouest et d'Ajaccio au sud.

## Composition
La province de Corte comprenait les pièves suivantes :
- Niolo ;
- Giovellina ;
- Talcini ;
- Vallerustie ;
- Bozio ;
- Venaco ;
- Vivario ;
- Rogna ;
- Castello.